# Carlos Ruiz Rodríguez
Carlos Edgardo Ruiz Rodríguez (nacido en Valparaíso, en 1954) es un historiador e investigador chileno especializado en historia indígena y genealogía. Obtuvo la licenciatura en Historia y Geografía por la Universidad Católica de Chile en 1986. Estudió posteriormente en la Universidad de Valladolid, España, donde obtuvo el doctorado en Historia (1993).
Especialización profesional
	Se ha especializado en la Historia de América y Chile, y en particular los temas relativos a la historia de los pueblos originarios de Chile y región andina, en especial los mapuches, tanto antes como después de la conquista española. Realiza estudios de toponimia y lingüística de lenguas originarias del Cono Sur.
	Ha desarrollado una línea de investigación cuyo objeto ha sido el estudio de las relaciones de los pueblos originarios con la sociedad y el Estado en los siglos XIX y XX.
	Dentro de la historia de Chile colonial, se ha especializado en el estudio de la formación y desarrollo de la sociedad hispanocriolla, abarcando temas de historia local como la urbanización, la constitución de la propiedad urbana y rural, la historia familiar, el mestizaje y la evangelización.
	Otra línea de investigación se refiere a la formación de las identidades en Chile contemporáneo, estudiando temáticas relativas a las problemáticas sociales, culturales y económicas de los mapuches y mestizos de los medios rural y urbano, las relaciones interétnicas contemporáneas y el tema de la memoria reciente en estos sectores.
	Ha publicado artículos en relación con la metodología de la enseñanza de la historia y ciencias sociales. Es autor de diversos materiales de difusión de la historia y cultura mapuche, destinados a la educación intercultural bilingüe. Director de seminario de graduación de profesores de historia, en la temática de elaboración de textos escolares.
	Domina la aplicación de la genealogía en los estudios históricos sobre la sociedad chilena. Es experto en heráldica, sigilografía y paleografía del siglo XV al XIX. Realiza investigaciones genealógicas y trabajos de heráldica y paleografía para particulares e instituciones.
Se inició colaborando con el profesor Horacio Zapater, en la Universidad Católica de Chile. También realizó estudios genealógicos junto a Julio Retamal Favereau, Juan Guillermo Muñoz Correa y Carlos Celis Atria, que culminaron en el libro Familias Fundadoras. También realizó un balance sobre las políticas aplicadas por el Estado chileno hacia el pueblo mapuche, con conjunto con Augusto Samaniego, editado en España, 2007.

## Obras
- Familias fundadoras de Chile. El segundo contingente. 1601-1655. Universidad Católica de Chile. Santiago, 2000 (coautor; Julio Retamal Favereau, coordinador general).
- Familias fundadoras de Chile. El conjunto final. 1655-1700. Universidad Católica de Chile. Santiago, 2002 (coautor; Julio Retamal Favereau, coordinador general).
- Los Pueblos Originarios del Norte Verde. Identidad, Diversidad y Resistencia. Santiago, 2004. 204 pp. Concurso Gobierno Regional de Coquimbo. Programa de Difusión Regional de Cultura.
- Augusto Samaniego Mesías y Carlos Ruiz Rodríguez. Mentalidades y Políticas Wingka: Pueblo Mapuche, entre golpe y golpe (de Ibáñez a Pinochet). Ediciones CSIC, Madrid, 2007. 440 pp. Inscripción: ISBN 978-84-00-08569-8.

- Población Indígena de Chile Central: Asentamientos, Poblaciones, Cacicazgos y Aculturación (Siglos XVI-XIX) (1996–1999)